# Sancho III di Guascogna
Sancho detto Sancho III Mitarra o Sancho III Menditarrat. Il soprannome Mitarra sta per il terribile, che, in arabo, vuol dire terrore. Menditarra, sta per Grande e Terribile. (spagnolo Sancho, basco Antso o Sanxo, francese Sanche, e guascone Sans; 830/7 circa – 893 circa) fu duca di Guascogna, dall'864 alla sua morte.

## Origine
Gli ascendenti di Sancho III non sono citati in alcuna fonte primaria. Nell'Appendice del Cartulaire de Saint Vincent de Lucq risulta che l'avo del duca di Gascogna, Guglielmo I era originario della Spagna dove si era dovuto recare il suo genitore durante il regno dell'imperatore, Ludovico il Pio, per cui Sancho potrebbe essere il figlio di Maria, figlia del duca di Guascogna Aznar, che era andata in sposa a Wandregiselo, un conte della marca di Spagna, che discendeva dal duca d'Aquitania e duca di Guascogna, Oddone il Grande.
Secondo altre fonti Sancho III sarebbe nipote del duca di Guascogna Sancho II.
Infine secondo la Histoire de Gascogne, Tome I Sancho era il terzo figlio del re di Navarra, García II Jiménez, che sarebbe stato anche re di Navarra.

## Biografia
Secondo il Cartulaire de Saint Vincent de Lucq, alla morte del duca di Guascogna, Arnoldo, Sancho gli subentrò nel titolo di duca (citato come rex); che Sancho fu investito del ducato di Guascogna viene confermato anche dalla Genealogia Comitum Guasconiæ.
La figura di questo duca fu leggendaria, dovuta alla "Reconquista" che, in quanto guascone, i Carolingi portarono avanti nella parte iberica del ducato.
Durante il suo regno il ducato divenne di fatto indipendente, in quanto gli ultimi re d'Aquitania, Carlomanno e soprattutto Carlo il Grosso non riuscirono più ad imporsi ai vassalli aquitani.
Inoltre riuscì a battere i Normanni e a spingerli oltre alla foce dell'Ardour e poi li tenne sotto controllo.
Alla sua morte, nell'893, gli succedette il figlio (o il nipote) Garcia.

## Matrimonio e discendenza
Sancho sposò Quisilo (figlia di Garcia, conte di Bueil), da cui ebbe uno (o due) figli:
- Mitarra Sanchez, come viene confermato dalla Genealogia Comitum Guasconiæ[6], che a sua volta ebbe due figli
  - Garcia[8]([850/60]-dopo il 920) detto "Le Courbé", duca di Guascogna
  - Vela, conte d'Álava[2]

Mentre nel caso che i figli di Sancho III fossero due:
- Garcia([850/60]-dopo il 920) detto "Le Courbé", duca di Guascogna, come conferma La Vasconie, étude historique et critique, deux parties[9]
- Anepalafredo, citato nell'Historia Abbatiæ Condomensis[7]

### Fonti primarie
- (LA)  Monumenta Germaniae Historica, tomus II.
- (LA)  Cartulaire de Saint Vincent de Lucq.
- (LA)  [(LA)  Rerum Gallicarum et Francicarum Scriptires, tomus XII.

### Letteratura storiografica
- René Poupardin, "Ludovico il Pio", cap. XVIII, vol. II (L'espansione islamica e la nascita dell'Europa feudale) della Storia del Mondo Medievale, pp. 558–582.
- (FR)  Vasconie, étude historique et critique, deux parties.
- (FR)  Histoire de Gascogne, Tome I.